# Nashville Sounds (documental)
Nashville Sounds es un documental que narra la creación del vigésimo octavo álbum de estudio Stars and Stripes Vol. 1 de la banda de pop rock estadounidense The Beach Boys de 1996. El documental cuenta con entrevistas a los principales participantes del proyecto.